# Amphitrite cirrata
Amphitrite cirrata is een borstelworm uit de familie Terebellidae. De wetenschappelijke naam van de soort werd in 1776 gepubliceerd door O.F. Müller.